# Frank Abagnale
Frank William Abagnale Jr. ([æbəɡneɪl]; n. 27 aprilie 1948, Bronxville⁠(d), Eastchester⁠(d), New York, SUA) este un consultant american în securitate financiară, cunoscut pentru trecutul său ca escroc, falsificator de cecuri și impostor, între 15 și 21 de ani. 
El a devenit unul dintre cei mai renumiți impostori ai tuturor timpurilor, presupunându-i-se nu mai puțin de opt identități, inclusiv cele de pilot de linie, de medic, de agent al U.S. Bureau of Prisons sau de avocat. 
El a evadat din custodia poliției de două ori (o dată în timpul rulării unui avion și o dată din penitenciarul federal), înainte de a împlini 21 de ani. 
A stat mai puțin de cinci ani în închisoare, înainte de a fi cooptat să lucreze pentru guvernul federal. În prezent este consultant și lector pentru Agenția și Academia FBI. El conduce, de asemenea, Abagnale & Associates, o companie de consultanță în materie de combaterea fraudei financiare.
Viața lui Abagnale a inspirat flmul Catch Me If You Can (2002), cu Leonardo DiCaprio în rolul lui Abagnale și Tom Hanks agent FBI care îl urmărește, precum și serialul TV White Collar, ambele bazate pe autobiografia lui Abagnale.

## Tinerețea
Frank William Abagnale Jr. s-a născut pe 27 aprilie 1948. El mai are trei frați și și-a petrecut primii șaisprezece ani din viață în New Rochelle. Părinții săi erau Paulette, franceză, și Frank Abagnale Sr.Acestia s-au separat când el avea doisprezece ani și au divortat când avea șaisprezece ani. Tatăl era foarte pasionat de politică și de teatru, fiind un model pentru Abagnale Junior. Învățământul primar l-a urmat într-o școală catolică.

## Prima escrocherie
Prima lui victimă a fost chiar tatăl său, care i-a împrumutat lui Abagnale un card pentru benzină și un camion, ca să-l ajute în naveta la locul de muncă. În scopul de a obține bani pentru o întâlnire amoroasă, Abagnale a conceput un sistem prin care a folosit cardul de combustibil pentru a "cumpăra" anvelope, baterii și alte piese auto, împărțind de fapt banii cu benzinarii. 

## Fraude bancare
Abagnale a început primele fraude bancare scriind cecuri personale din propria lui descoperire de cont. Aceasta, cu toate acestea, va funcționa doar pentru o perioadă limitată, până ce banca a cerut plata, așa că a trecut la deschiderea altor conturi, la bănci diferite și, în cele din urmă, la crearea de noi identități pentru a susține această șaradă. De-a lungul timpului, prin experimentare, el a dezvoltat diferite moduri de fraudare a băncilor, cum ar fi imprimarea propriilor sale aproape perfecte exemplare de control, cum ar fi cecurile de salariu, precum și determinarea băncilor de a-i avansa numerar pe baza soldurilor conturilor. Un alt truc folosit a fost crearea unui magnet care făcea ca depozitele făcute de diverși clienți să fie înregistrate în contul său bancar.
Într-un discurs, Abagnale a descris o situație din viața sa când a observat locul în care companiile aeriene și de închiriere de mașini, cum ar fi United Airlines & Hertz, lăsau zilnic banii într-un sac bancar pe care îl puneau într-o cutie la sediul aeroportului. Folosind deghizarea într-un costum de agent de securitate, cumpărat de la un magazin de costume, el a scris pe cutie: "Out of service. Înmânați sacul agentului de securitate" și a colectat bani în acest mod. Mai târziu, el a declarat că nu a crezut nicio clipă că trucul va ține, exclamând cu uimire: "Cum poate fi o cutie out of service?"

## Imposturi

### Pilot de linie
Mai târziu, Abagnale a decis să se dea drept pilot în scopul de a arăta mai legitim atunci când încasa cecurile. El a obținut o uniformă de la Pan American World Airways (Pan Am), spunând că era un pilot care lucrează pentru ei și care și-a pierdut uniforma când a dat-o la curățat la hotelul lui; a obținut una nouă, cu un fals număr de identificare ca angajat. Apoi a măsluit o licență de pilot al Administrației Federale a Aviației . Pan Am a estimat că, între 16 și 18 ani, Abagnale a zburat mai mult de 1.000.000 mile (1.600.000 km) în mai mult de 250 de zboruri în 26 de țări, făcând deadheading.
Ca pilot al companiei, el a avut, de asemenea, în acest timp, posibilitatea să se cazeze gratis la diverse hoteluri. Totul, de la alimente la cazare era facturat pe seama companiei aeriene. De notat, totuși, că Abagnale nu a zburat de pe avioane Pan Am, pentru că putea fi identificat de piloții Pan Am, care se cunoșteau între ei. 
Abagnale a declarat că a fost de multe ori invitat de către piloți adevărați să preia controlul avionului în timpul zborului. Odată, i s-a oferit cu amabilitate să piloteze la altitudinea de 30.000 picioare (9.100 m). A preluat controlul, dar a activat pilotul automat, "foarte conștient de faptul că mi s-au dat pe mână 140 de vieți, inclusiv a mea proprie ... mie, care nu știam să manevrez nici măcar un zmeu de hârtie."

### Medic
Pentru unsprezece luni, Abagnale s-a dat drept pediatru șef într-o secție de spital sub numele de Frank Williams. El a ales acest rol, după ce a fost cât pe ce să fie arestat la ultima debarcare, în New Orleans. Temându-se de prinderea sa, s-a retras temporar în Georgia. Atunci când a completat o cerere de închiriere, a menționat ocupația de "medic", temându-se că proprietarul s-ar putea verifica la Pan Am, dacă el ar fi scris "pilot". Împrietenindu-se cu un doctor adevărat, care locuia în același complex de apartamente, a fost de acord să funcționeze ca supraveghetor de rezidenți stagiari ca o favoare, până când spitalul local putea găsi pe altcineva. Poziția nu a fost dificilă pentru Abagnale pentru că autoritățile de supraveghere nu fac muncă de medici. Cu toate acestea, el a fost cât pe ce să se dea de gol atunci când un copil era cât pe ce să se sufoce din lipsă de oxigen , deoarece el habar nu a avut la ce s-a referit o asistentă când a exclamat: "Blue baby!" (Bebeluș vânăt!). 

### Avocat
În timp ce se prezenta ca ofițer Pan Am  "Robert Black", Abagnale a falsificat o diplomă a Universității Harvard a trecut  examenul pentru intrarea în baroul de avocatură din Louisiana, și a primit un loc de muncă în biroul Procurorului General al Louisianei, la vârsta de nouăsprezece ani."
Abagnale a fost în cele din urmă arestat în Montpellier, în Franța, în 1969, când un însoțitor de la Air France l-a recunoscut și a informat poliția. Când poliția franceză l-a arestat, 12 țări în care comisese o fraudă au solicitat extrădarea sa.
A fost extrădat în Suedia dar, în timpul procesului de judecată pentru falsificare, avocatul lui, aproape că a reușit respingerea cazului, susținând că el doar a completat în fals cecuri, dar nu le-a falsificat; acuzațiile au fost reduse la escrocherie și fraudă. După o altă condamnare, el a stat șase luni într-o închisoare din  Malmö, doar pentru a afla că la sfârșitul detenției, el va fi încarcerat în Italia. Mai târziu, un judecător suedez a cerut unui oficial al Departamentului de Stat al SUA să revoce pașaportul său american. Fără un pașaport valabil, autoritățile suedeze au fost obligate prin lege să-l deporteze în Statele Unite, unde a fost condamnat la 12 ani de închisoare pentru mai multe infracțiuni de fals și uz de fals.

## Presupuse evadări
În timp ce era deportat în SUA, Abagnale a evadat dintr-un avion britanic VC-10  în timp ce rula pe Aeroportul Internațional JFK. Sub acoperirea de noapte, el a escaladat un gard din apropiere și a luat un taxi de la Grand Central Terminal. După oprirea în Bronx pentru a-și schimba hainele și a ridica un set de chei dintr-un seif bancar care conținea 20.000 de dolari, Abagnale a prins un tren spre Dorval Aeroport din Montréal (acum Montréal Pierre Elliott Trudeau International Airport) pentru a cumpăra un bilet spre São Paulo, Brazilia. După un apel dintr-un Mac's Milk, a fost prins de un polițist de la Poliția Regală călare canadiană, în timp ce stătea la coadă la casa de bilete. Ulterior, a fost predat la Frontieră.

În aprilie 1971, Abagnale, potrivit surselor, a evadat de la Centrul Federal de Detenție în Atlanta, Georgia, în așteptarea procesului. În cartea sa, Abagnale apreciază a fi una dintre cele mai teribile evadări din istorie. În acea vreme, penitenciarele erau aspru criticate de grupurile pentru drepturile civile și investigate de comisii din Congres. A fost vorba de un noroc nemaiîntâlnit, care a inclus uitarea documentelor de însoțire de către agentul însoțitor, astfel încât Abagnale a fost confundat cu un inspector al închisorilor sub acoperire, având privilegii și alimente mult mai bine decât ceilalți deținuți. Departamentul Federal de Corecții din Atlanta pierduse deja doi angajați, ca urmare a rapoartelor scrise de agenți federali sub acoperire și Abagnale a profitat de vulnerabilitatea lor. El a contactat o prietenă (numită în cartea sa "Jean Sebring") care a pozat ca logodnica lui și i-a strecurat cartea de vizită "Inspector C. W. Dunlap" de la Biroul Penitenciarelor, pe care Jean l-a obținut dându-se drept o scriitoare independentă care făcea un articol despre măsurile de siguranță centrele de detenție. Ea, de asemenea, le-a înmânat o carte de vizită de la "Sean O'Riley", agent FBI responsabil de  cazul lui Abagnale. Abagnale le-a spus gardienilor că este inspector de penitenciare și a arătat cele două documente ca dovadă. Le-a mai spus că are nevoie să îl contacteze de urgență pe agentul FBI Sean O'Riley.
 
Cei din penitenciar au format așa zisul număr de telefon al lui O'Riley (de fapt, numărul modificat de Sebring), la celălalt capăt răspunzând Jean Sebring de la un telefon public dintr-un mall din Atlanta, care s-a dat drept o operatoare de la Biroul Federal de Investigații. În cele din urmă, i s-a permis să se întâlnească nesupravegheat cu O'Riley într-o mașină în afara centrului de detenție. Sebring, incognito, l-a condus pe Abagnale la o stație de autobuz, de unde a luat un autobuz Greyhound spre New York, și, în curând după aceea, un tren din Washington DC. Abagnale s-a dat apoi drept un agent FBI, după ce a fost recunoscut de către un funcționar al unui motel. Încercând din nou să fugă în Brazilia, Abagnale a fost prins câteva săptămâni mai târziu de doi detectivi NYPD când, din greșeală, a trecut de mașinile lor de poliție nemarcate.

## Ocupații legale
În 1974, după ce a stat mai puțin de cinci ani din pedeapsa de 12 ani, guvernul federal l-a eliberat cu condiția de a ajuta autoritățile federale, fără plată, pentru a investiga crimele comise prin fraudă și înșelătorie de „artiști” în domeniu  
După eliberarea sa, Abagnale încercat numeroase locuri de muncă, inclusiv ca bucătar, băcan, și proiecționist de film, dar el era concediat, după ce se descoperea trecutul său penal.
Atunci a abordat o bancă cu o ofertă. El a explicat la banca ce a făcut în trecut și s-a oferit să vorbească personalului băncii arătându-le diverse trucuri de fraudare a băncilor. Oferta a inclus condiția ca dacă ei nu găsesc discursul său util, să nu-i plătească nimic; în caz contrar, ei i-ar datora numai 50 de dolari, și oferirea numele lui altor bănci. Astfel a început el activitatea sa legală de consultant în securitatea bancară.